# Sierra de Enmedio (Cádiz)
Sierra de la provincia de Cádiz ubicada en el término de Tarifa, con 570 m, extendiéndose de norte a sur. Como todas las sierras tarifeñas y todas las cercanas a Gibraltar, tiene suma incidencia en el paso de la migración de aves entre África y Europa.

## Turismo
Por la zona hay varios senderos turísticos